# Ángel Parra à Paris
Ángel Parra à Paris (en castellano, «Ángel Parra en París») es el décimo sexto álbum de estudio del cantautor chileno Ángel Parra como solista, lanzado originalmente en Francia en 1978, país donde vivió luego de haber sido exiliado de Chile producto de la dictadura militar.
Fue lanzado originalmente como un LP doble, siendo la producción más extensa de Ángel hasta entonces. La mayoría de las canciones son compuestas por el cantautor, algunas de ellas están presentes en álbumes anteriores, y otras son versiones en estudio de versiones sólo publicadas anteriormente en directo.

## Lista de canciones
Toda la música compuesta por Ángel Parra, salvo que se indique lo contrario. 
| Ángel Parra à Paris |                                                |                           |          |  |
| N.º                 | Título                                         | Música                    | Duración |  |
| 1.                  | «Me gustan los estudiantes»                    | Violeta Parra             |          |  |
| 2.                  | «Canción de amor»                              |                           |          |  |
| 3.                  | «La suerte de mi compadre»                     |                           |          |  |
| 4.                  | «Hasta siempre»                                | Carlos Puebla             |          |  |
| 5.                  | «Sol, volantín y bandera»                      |                           |          |  |
| 6.                  | «El pueblo»                                    |                           |          |  |
| 7.                  | «Cuando amanece el día»                        |                           |          |  |
| 8.                  | «Preguntitas sobre Dios» (o «Las preguntitas») | Atahualpa Yupanqui        |          |  |
| 9.                  | «Abril»                                        |                           |          |  |
| 10.                 | «El picaflor» (o «El colibrí»)                 | Pablo Neruda, Ángel Parra |          |  |
| 11.                 | «Qué vas a hacer»                              |                           |          |  |
| 12.                 | «El noticiero»                                 |                           |          |  |
| 13.                 | «El camino es largo»                           |                           |          |  |
| 14.                 | «Preguntas y respuestas»                       |                           |          |  |
| 15.                 | «Soledad»                                      |                           |          |  |
| 16.                 | «Corrido del 73»                               |                           |          |  |
| 17.                 | «Quiero volver a mi tierra»                    |                           |          |  |
| 18.                 | «Manuel Rodríguez»                             |                           |          |  |
| 19.                 | «El alma de Chacabuco»                         |                           |          |  |
| 20.                 | «A mis amigos poetas»                          |                           |          |  |
| 21.                 | «Tango europeo»                                |                           |          |  |
| 22.                 | «Pájaro Chile»                                 |                           |          |  |
| 23.                 | «Como antorcha sin su llama»                   |                           |          |  |
| 24.                 | «Ay, patria, dulce muchacha»                   | Eduardo Yáñez             |          |  |